# Rhacopilopsis transvaaliensis
Rhacopilopsis transvaaliensis là một loài Rêu trong họ Hypnaceae. Loài này được (Thér. & Dixon) W.R. Buck miêu tả khoa học đầu tiên năm 1993.